# Quercus tungmaiensis
Quercus tungmaiensis là một loài thực vật có hoa trong họ Cử. Loài này được Y.T.Chang miêu tả khoa học đầu tiên năm 1966.